# Dart Management
Dart Management är en hedgefond som är registrerad på Caymanöarna och som ägs av Kenneth Dart. Fonden är känd som en så kallad gamfond eftersom den specialiserat sig på att köpa upp krisländers statsskuld till underpris, vänta på en generell nedskrivning, och därefter tilltvinga sig betalning av staten ifråga under hot om kostsamma rättsprocesser.[källa behövs]

## Fondens affärer

### Greklands statsskuld
I maj 2012 betalade Greklands regering en skuld på 436 miljoner euro (ca fyra miljarder kronor). Enligt New York Times gick omkring nittio procent av dessa pengar direkt till Dart Management.

### Argentinas statsskuld
Tillsammans med gamfonden Elliott Associates stämmer Dart Management Argentina i USA:s rättssystem, för att få ut full betalning för de argentinska statsobligationer (den statsskuld) som de köpt.